# Megarctosa
Megarctosa es un género de arañas araneomorfas de la familia Lycosidae. Se encuentra en África y Sudamérica Asia y Sur de Europa.

## Lista de especies
Según The World Spider Catalog 12.0:
- Megarctosa aequioculata (Strand, 1906)
- Megarctosa argentata (Denis, 1947)
- Megarctosa bamiana Roewer, 1960
- Megarctosa caporiaccoi Roewer, 1960
- Megarctosa gobiensis (Schenkel, 1936)
- Megarctosa melanostoma (Mello-Leitão, 1941)
- Megarctosa naccai Caporiacco, 1948